# Miroslav Knoz
Miroslav Knoz (7. března 1918 Maloměřice – 14. února 2010 Brno) byl český herec.

## Životopis
Miroslav Knoz se narodil 7. března 1918 v Maloměřicích u Brna. Vystudoval Státní konzervatoř v Brně – dramatické oddělení (1940) a Právnickou fakultu Masarykovy univerzity v Brně (promoce v roce 1946). Nejprve hrál v Národním divadle v Brně, poté ve Státním divadle v Ostravě, až nakonec přišel do brněnského Divadla bratří Mrštíků, kde hrál v letech 1958–1983. V roce 1965 vedl druhou etapu přestaveb budovy Divadla bratří Mrštíků. Z jeho rolí stojí za zmínku například Písničkář a Starý Mareš ve Fidlovačce (v alternaci s Jiřím Duškem). Ve filmu se objevil pouze několikrát. Ve filmu Anděl blažené smrti se objevil v malé roli recepčního hotelu, ve filmu Náš dědek Josef hrál jednoho z lovců a ve filmu Zapomenuté světlo hrál postavu arcibiskupa. V roce 1990 byl Miroslav Knoz navržen po komunálních volbách do funkce starosty městské části Brno-Maloměřice a Obřany. Tuto funkci odmítl, zvolen byl ale jedním z radních městské části. Zastával křesťanské a demokratické zásady a byl i příznivcem a členem Sokola. Jeho manželkou byla historička umění Helena Knozová, rozená Kusáková (1922–1995).